# 알바로 도밍게스 소토
알바로 도밍게스 소토 (Álvaro Domínguez Soto, 1989년 5월 16일, 마드리드 ~ )는 스페인의 전 축구 선수로, 과거 아틀레티코 마드리드와 보루시아 묀헨글라트바흐에서 뛰었다.